# 佐藤マクニッシュ怜子
佐藤マクニッシュ怜子（さとう マクニッシュ れいこ、Reiko McNish Sato、1995年8月11日 - ）は、日本の女性ファッションモデル、タレント。東京都出身、国際基督教大学卒業、起業家。

## 略歴
10歳の時にカナダのブリティッシュコロンビア州に渡り現地で6年ほど過ごした。
マクニッシュという名字は母親がカナダ人と再婚した際についたものであり、よくハーフタレントと間違われるが、純粋な日本人である。
帰国後、様々な雑誌やWeb広告、テレビ番組を中心に活動している。
現在はインスタグラム等のSNS上での活動にも力を入れ、大学在学中に起業し、卒業とともにライフスタイルウェアブランドAMATERASを立ち上げ、グローバルに展開している。
また2025年より”Japanese Modan"をコンセプトにした空間デザイン事業『JAMO』を設立。
日本文化を様々な視点で国内外に発信し続けている。

## 出演

### テレビ番組
- 今夜くらべてみました　テレビデビュー (2016年7月)
- 坂上忍と○○の彼女（2017年12月19日、2018年01月19日，02月23日，03月16日） - 準レギュラー

### テレビCM/広告
2015年
- SS サントリーサングリアチューハイ Web CM
- Coca Cola TV CM 出演 秋

2016年
- SS モイストダイアン ボタニカルシャンプー TVCM 出演
- SS Puma Global カタログ含むPOP
- b-monster ボクシングジム広告/公式ウェブサイト

2017年-2018年
- Sprite トクホスプライト記者会
- SS Alpen公式ワークアウトアンバサダー
- Khongboon アジア公式モデル
- TOYOTA web
- 他 XEBIO, Ravijour, Puma, NA-KD, darea bikini,  etc

### ミュージックビデオ
- 歌手 CHIHIRO 「Dear Santa」（アルバム『Christmas Love』所収・2016年）主演[3]
- hi-D "so high" 2018 主演

## ブランド
AMATERASは、「和」x「洋」がコンセプトのナイトウェア / ラウンジウェアブランドである。
当ブランドは、「ファッションを通じ和を発信する」をモットーに、国境を越え、今まで誰も見たことがない日本の魅力を提供する。
ブランド名には、日本神話の太陽神「天照大御神」をモデルに、「AMATERASを着る日本女性達に、太陽のように周りを照らす女性になって欲しい」という創業者の想いが込められている。そして和のかっこよさを世界に発信するという目的から、AMATERAS(アマテラス)と命名した。